# Insights
Insights ist ein Jazz-Album der Toshiko-Akiyoshi-Lew-Tabackin-Big-Band. Es wurde am 22., 23. und 24. Juni 1976 in Hollywood aufgenommen und auf dem Label RCA Victor veröffentlicht.

## Beschreibung
Seit 1972 arbeiteten die japanische Pianistin Toshiko Akiyoshi und ihr Ehemann, der Saxophonist und Flötist Lew Tabackin mit einer 16-köpfigen Big Band in Kalifornien, in der u. a. namhafte Musiker wie Bill Perkins, Bobby Shew und Britt Woodman spielten. Bereits auf dem 1974 für RCA entstandenen ersten Album Kogun war gegenüber herkömmlichen Bigband-Instrumentierungen neu die Einbindung traditioneller japanischer Musik sowie deren Musiker und Instrumente. Das geschah auch auf dem im Juni 1976 entstandenen Studioalbum Insights geschah. Dessen zentrale Komposition war das suitenartige Minamata.
Das Album eröffnet mit Studio J, das Toshiko mit einer Piano-Einleitung beginnt und sich auf ihre frühen Jahre in Boston bezieht; „es war der Raum, wo wir eine Improvisationsklasse hatten, als ich an der Berklee School of Music studierte. Es war eins der Stücke, die ich 1957 für ein Trio schrieb – Gene Cherico am Bass, Jake Hanna am Schlagzeug und ich. Der grobe Entwurf meiner Orchestrierung für diese neue Version folgt denen des Originals,“ so die Bandleaderin. Das folgende Transience stellt den Baritonsaxophonisten Bill Perkins und den Posaunisten Britt Woodman als Hauptsolisten heraus. Sumie – ursprünglich für vier Flöten und Bassklarinette geprobt – ist ein Feature für Lew Tabackin auf der Flöte. „Das Konzept der Melodie wird dreimal wiederholt, und bei jedem Chorus steigert sich die Intensität“, schrieb Yoshíko.
Die Suite Minamata mit den Teilen Peaceful Village, Prospertity & Consequence und Epilogue schrieb Yoshiko 1975 als Auftragskomposition des National Endowment for the Arts; es ist eine „mit Fragmenten japanischer Folklore und japanischen Tonalitäten“ durchwirkte Komposition. Peaceful Village beginnt mit einer kurzen Gesangseinleitung durch die damals 13-jährige Tochter der Bandleaderin Monday Michiru, die hier ihr Aufnahmedebüt hatte. Nach dem Spiel des Themas durch Mike Price auf der Trompete und Tabackins Flöte hat Bobby Shew ein eindrucksvolles Solo auf dem Flügelhorn, begegleitet von Peter Donalds Beckenspiel. Schließlich wird die Spannung (und dem Beginn von Prosperity) durch die Rhythmusgruppe aufgehoben, die das Ensemble in ein swingendes up tempo-Spiel treibt. Solist ist hier zunächst Lew Tabackin am Tenor, mit der Saxophongruppe im Hintergrund, dann Dick Spencer am Alt und schließlich der Posaunist Bill Reichenbach.
Hinzu kommt bei dem swingenden Consequence der japanische Handtrommler und Nō-Spezialist Hayao Uzawa, der auch mehrmals kurz mit seiner Stimme zu hören ist; Solisten sind Tabackin, Steve Huffsteter und Bobby Shew als Trompeter. „Die Einflüsse des Nō-Theaters erklären sich dadurch, dass Toshikos Vater in einem solchen Theater spielte.“ In Epilogue tritt der Perkussionist Hisao Kanze solistisch hervor.

## Rezeption und Auszeichnungen
Der Kritiker Ken Dryden bezeichnete Insights in AllmMusic als eines der besten Alben der Toshiko Akiyoshis-Lew Tabackin Big Band.
Insights wurde 1978 vom Down-Beat-Magazin als Jazz Album des Jahres ausgezeichnet. Es erhielt im selben Jahr die Goldene Schallplatte vom japanischen Swing Journal und wurde für den Grammy Award in der Kategorie Beste Jazz Instrumentalaufnahme einer Big Band nominiert

## Titelliste
Toshiko Akiyoshi/Lew Tabackin Big Band: Insights

(RCA Victor Records RVC RVP-6106; RCA R32J141)
1. Studio J – 6:08
2. Transience – 4:40
3. Sumie – 7:55
4. Minamata – 21:36
  1. Peaceful Village
  2. Prospertity & Consequence
  3. Epilogue

Alle Kompositionen und Arrangements stammen von Toshiko Akiyoshi.